# Стояки зростаючого опору
Стояки зростаючого опору (рос. стойки возрастающего сопротивления, англ. increasing resistance props, нім. Stempel m mit zunehmendem Einsinkwiderstand, spättragender Stempel m) — стояки кріплення очисних виробок, опір яких росте зі збільшенням їх податливості (при опусканні висувної частини). Найбільший опір стояків у початковий період їх роботи сприяє розвитку деформації у покрівлі, що у подальшому викликає посилений гірничий тиск на кріплення. Тому вони витісняються стояками постійного опору.